# Ẽ̍
Ẽ̍ (minuscule : ẽ̍), appelé E tilde ligne verticale, est une lettre latine utilisée dans l’écriture de l’ewe.
Elle est formée de la lettre E avec un tilde suscrit et une ligne verticale.

## Représentations informatiques
Le E tilde ligne verticale peut être représenté avec les caractères Unicode suivants : 
- composé et normalisé NFC (latin étendu additionnel, diacritiques) :

| formes    | représentations | chaînes de caractères | points de code | descriptions                                                        |
| --------- | --------------- | --------------------- | -------------- | ------------------------------------------------------------------- |
| capitale  | Ẽ̍               | Ẽ◌̍                    | U+1EBC U+030D  | lettre majuscule latine e tilde diacritique ligne verticale en chef |
| minuscule | ẽ̍               | ẽ◌̍                    | U+1EBD U+030D  | lettre minuscule latine e tilde diacritique ligne verticale en chef |

- décomposé et normalisé NFD (latin de base, diacritiques) :

| formes    | représentations | chaînes de caractères | points de code       | descriptions                                                                    |
| --------- | --------------- | --------------------- | -------------------- | ------------------------------------------------------------------------------- |
| capitale  | Ẽ̍               | E◌̃◌̍                   | U+0045 U+0303 U+030D | lettre majuscule latine e diacritique tilde diacritique ligne verticale en chef |
| minuscule | ẽ̍               | e◌̃◌̍                   | U+0065 U+0303 U+030D | lettre minuscule latine e diacritique tilde diacritique ligne verticale en chef |

## Sources
- (en) Simon Wellington Dzablu-Kumah, Basic Ewe for Foreign Students, 2006